# Традиционные знания

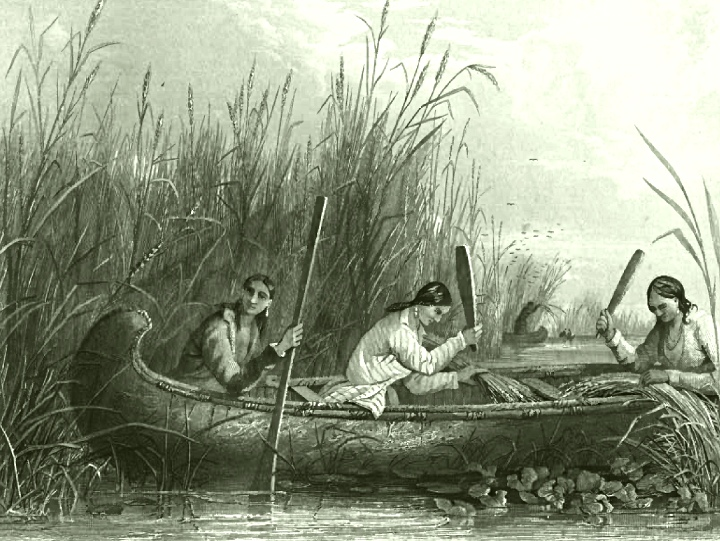
Женщины из племени собирают дикий рис традиционным способом. 19-й век

Традиционные знания — знания, ноу-хау, навыки, инновации или практики, которые передаются из поколения в поколение и формируют часть традиционного образа жизни коренных народов или местных сообществ.
В отличие от фольклора, это прикладные знания, связанные с жизнью человека, средой его обитания.
Примерами традиционных знаний могут служить практики йоги, нетрадиционные медицинские препараты (женьшень, мумие и т. п.), методы врачевания (например, акупунктура), боевые искусства.
Традиционные знания бывают экономически и энергетически эффективны, и обычно безопасны для окружающей среды.[неопределённость] Становясь коммерчески привлекательными, они требуют должной правовой охраны, в связи с чем ведется разработка международной системы охраны традиционных знаний.
Появился специальный термин «традиционные индигенные знания», который понимается как «система знаний, основанная на культуре, религии и этике и направленная на взаимодействие коренных народов со своими экосистемами». Традиционные индигенные знания обеспечивают понимание взаимосвязей между людьми и окружающей их средой, видами растений и животных; демонстрируют ценность традиционных видов хозяйственной деятельности; показывают преимущества устойчивого управления природными ресурсами; описывают социальные институты, которые формируют социальную память и укрепляют общественные нормы. Кроме того, они являются динамичными и содержат потенциально эффективные инструменты и способы адаптации к изменяющимся внешним условиям.

## Разработка международной системы охраны
В 2000 году государства-члены Всемирной организации интеллектуальной собственности учредили Межправительственный комитет по интеллектуальной собственности, генетическим ресурсам, традиционным знаниям и фольклору, а в 2009 году они договорились о разработке «международного правового документа» (или документов), который предоставил бы эффективную охрану в отношении традиционных знаний, генетических ресурсов и традиционных выражений культуры (выражений фольклора).
В настоящее время разрабатываются две формы правовой охраны традиционных знаний:
- защитная охрана, препятствующая лицам, проживающим за пределами общины, приобретать права интеллектуальной собственности на традиционные знания. В Индии, например, сформирована пригодная для поиска база данных по традиционной медицине, которая может быть использована в качестве доказательства «известного уровня техники» патентными экспертами, проводящими оценку заявок на выдачу патента. Она была создана после того, как Ведомство США по патентам и товарным знакам выдало патент (впоследствии признанный юридически недействительным) на использование куркумы длинной для заживления ран — свойства, хорошо известного традиционным общинам в Индии и описанного в древних текстах на санскрите.
- позитивная охрана — предоставление прав, которые дают возможность общинам содействовать распространению их традиционных знаний, контролировать их использование и получать выгоду от их коммерческой эксплуатации.

## Традиционные знания и их охрана в отдельных странах

### Кыргызстан
В 2007 г. был принят закон Кыргызской Республики «Об охране традиционных знаний», согласно которому правовая охрана традиционных знаний возникает на основании регистрации. Лицу, не являющемуся обладателем традиционных знаний, может быть предоставлено право пользования зарегистрированным традиционным знанием при условии заключения договора между ним и обладателем традиционного знания. Договор в обязательном порядке должен предусматривать положение об отчислениях платежей за использование традиционных знаний в Фонд развития местного сообщества или Государственный фонд развития системы использования традиционных знаний.